# 索尔马诺
索尔马诺（義大利語：Sormano），是意大利科莫省的一个市镇。总面积11平方公里，人口699人，人口密度63.5人/平方公里（2009年）。ISTAT代码为013217。